# Lochkoviense
| Era Eratema | Periodo Sistema | Época Serie       | Edad Piso                | Inicio, en millones de años |
| ----------- | --------------- | ----------------- | ------------------------ | --------------------------- |
| Paleozoico  | Pérmico         | Pérmico           | Pérmico                  | 298,9±0,15                  |
| Paleozoico  | Carbonífero     | Carbonífero       | Carbonífero              | 358,86±0,19                 |
| Paleozoico  | Devónico        | Superior/Tardío   | Fameniense Famenniano    | 372,15±0,46                 |
| Paleozoico  | Devónico        | Superior/Tardío   | Frasniense Frasniano     | 382,31±1,36                 |
| Paleozoico  | Devónico        | Medio             | Givetiense Givetiano     | 387,95±1,04                 |
| Paleozoico  | Devónico        | Medio             | Eifeliense Eifeliano     | 393,47±0,99                 |
| Paleozoico  | Devónico        | Inferior/Temprano | Emsiense Emsiano         | 410,62±1,95                 |
| Paleozoico  | Devónico        | Inferior/Temprano | Pragiense Pragiano       | 413,02±1,91                 |
| Paleozoico  | Devónico        | Inferior/Temprano | Lochkoviense Lochkoviano | 419,62±1,36                 |
| Paleozoico  | Silúrico        | Silúrico          | Silúrico                 | 443,1±0,9                   |
| Paleozoico  | Ordovícico      | Ordovícico        | Ordovícico               | 486,8 ±1,5                  |
| Paleozoico  | Cámbrico        | Cámbrico          | Cámbrico                 | 538,8±0,6                   |

El Lochkoviense o Lochkoviano es el primer piso y edad del Devónico Inferior/Temprano, y por tanto del Devónico, en la escala temporal geológica. Sucede al Prídoli (última serie y época del Silúrico) y precede al Pragiense. Se inició hace unos 419,62 millones de años y terminó hace unos 413,02 millones de años.
El nombre del Lochkoviense procede del distrito municipal de Lochkov de la ciudad de Praga (República Checa).

## Sección estratotipo y punto de límite global (GSSP)
La sección estratotipo y punto de límite global (GSSP) para la base del piso Lochkoviense, y por tanto de la serie Devónico Inferior y del sistema Devónico, está en la sección de Klonk, en el municipio de Suchomasty (distrito de Beroun, República Checa). Se caracteriza por la primera aparición del graptolito Monograptus uniformis. El piso y el GSSP fueron aprobados por la Comisión Internacional de Estratigrafía y ratificados por la Unión Internacional de Ciencias Geológicas en 1972. Fue el primer GSSP de la escala geológica en ser establecido formalmente; la aprobación se realizó en el marco del XXIV Congreso Geológico Internacional, en Montreal.
El techo del Lochkoviense se define por el GSSP de la base del Pragiense, que se caracteriza por la primera aparición del conodonto Eognathodus sulcatus sulcatus.